# Ptychoglene puelengei
Ptychoglene puelengei là một loài bướm đêm thuộc phân họ Arctiinae, họ Erebidae.